# Calaminus hokkaidensis
Calaminus hokkaidensis är en stekelart som först beskrevs av Tohru Uchida 1930.  Calaminus hokkaidensis ingår i släktet Calaminus och familjen brokparasitsteklar. Inga underarter finns listade.